# 美心 (歌手)
潘氏美心（1981年1月16日—），藝名美心（Mỹ Tâm），越南流行女歌手，1981年1月16日生於峴港。2001年發行第一張專輯，於2004年代表越南參加在於韓國首爾奧林匹克公園體操競技場舉辦的第一屆亚洲音乐节。